# Lac de Calacuccia
Le lac de Calacuccia est un lac du département de la Haute-Corse en région Corse situé à 793 m d'altitude, au sud de Calacuccia, formé par un barrage sur le Golo.

## Géographie

### Situation
Le lac de Calacuccia se trouve dans le Niolo, une microrégion située au cœur du parc naturel régional de Corse. Il se partage entre les communes de Calacuccia pour sa partie orientale, et Casamaccioli pour la partie occidentale.
Autour de sa cuvette, se trouvent cinq communes : 
- Corscia,
- Calacuccia,
- Lozzi,
- Albertacce
- Casamaccioli,

s'étalant sur les flancs des plus hautes montagnes de Corse dont le Monte Cinto (2 710 m), le Capu a u Perdatu (2 583 m), la Paglia Orba (2 525 m) au Nord, le Capu di a Facciatu (2 113 m) et Capu di a Candela (1 802 m) au Sud.

### Alimentation
Le lac est alimenté par :
- le Golo[2] qui prend sa source à 1 991 mètres d'altitude, à 200 m au sud du Capu Tafunatu (2 263 m - Albertacce) et qui a son émissaire à l'extrémité occidentale du lac proche de celui du ruisseau de Sialari :
- le ruisseau de Vergalellu qui passe à Lozzi et qui a son émissaire au hameau de Sidossi (Calacuccia)
- le petit ruisseau de Calacuccia au nord
- le ruisseau de Lavertacce au sud.

## Caractéristiques
Le barrage  de retenue est situé en amont des gorges de la Scala di Santa Regina. Il a 72 m de haut et 265 m de long, un plan d'eau de 130 ha et de 1,17 km2 selon le SANDRE et retient 25 Mm3.
Il a été construit au sud du village de Calacuccia à la fois pour régulariser les débits du Golo en vue de l'irrigation de la plaine Orientale et pour alimenter l'usine électrique de Sevenzia. Il a été mis en eau en 1968.
En son aval, un autre barrage, beaucoup plus petit, a été construit sur le Golo pour les besoins de l'usine électrique de Corscia, installée en amont du défilé de la Scala di Santa Regina (Gorges du Golo).

## Aménagements

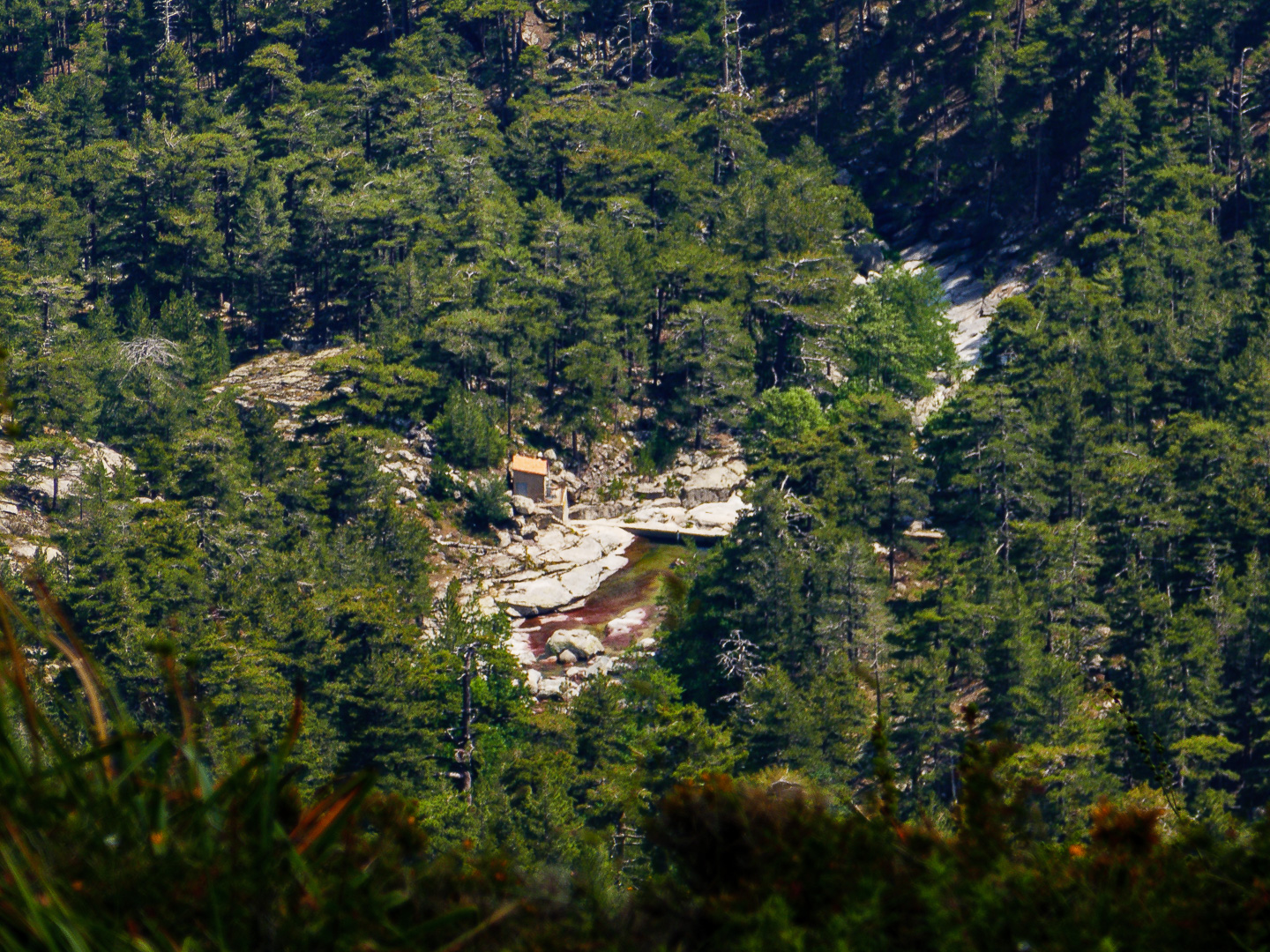
Prise d'eau sur le Tavignano

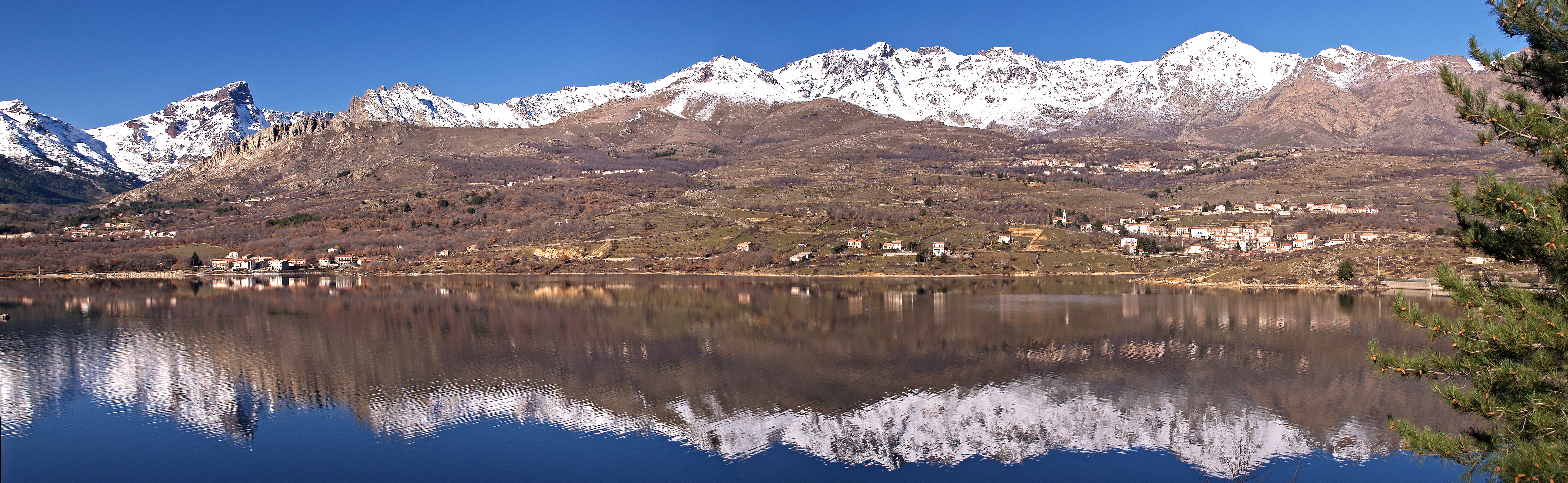
Panorama sur le nord du lac de Calacuccia

Sur la rive sud du lac a été édifiée l'usine électrique de Sovenzia, alimentée par conduite forcée depuis une prise d'eau sur le Tavignano à 1 092 m d'altitude,.
Une base nautique a été aménagée.

## Accès
On accède au lac de Calacuccia par la seule D84, route reliant la RN 193 à l'est (Francardo Omessa) à la D81 à l'ouest (Porto).
La D84 est une route touristique passant à l'est par le célèbre défilé de la Scala di Santa Regina et par le Col de Vergio (1 477 m), et les Gorges de Spelunca à l'ouest.

Le lac de Calacuccia
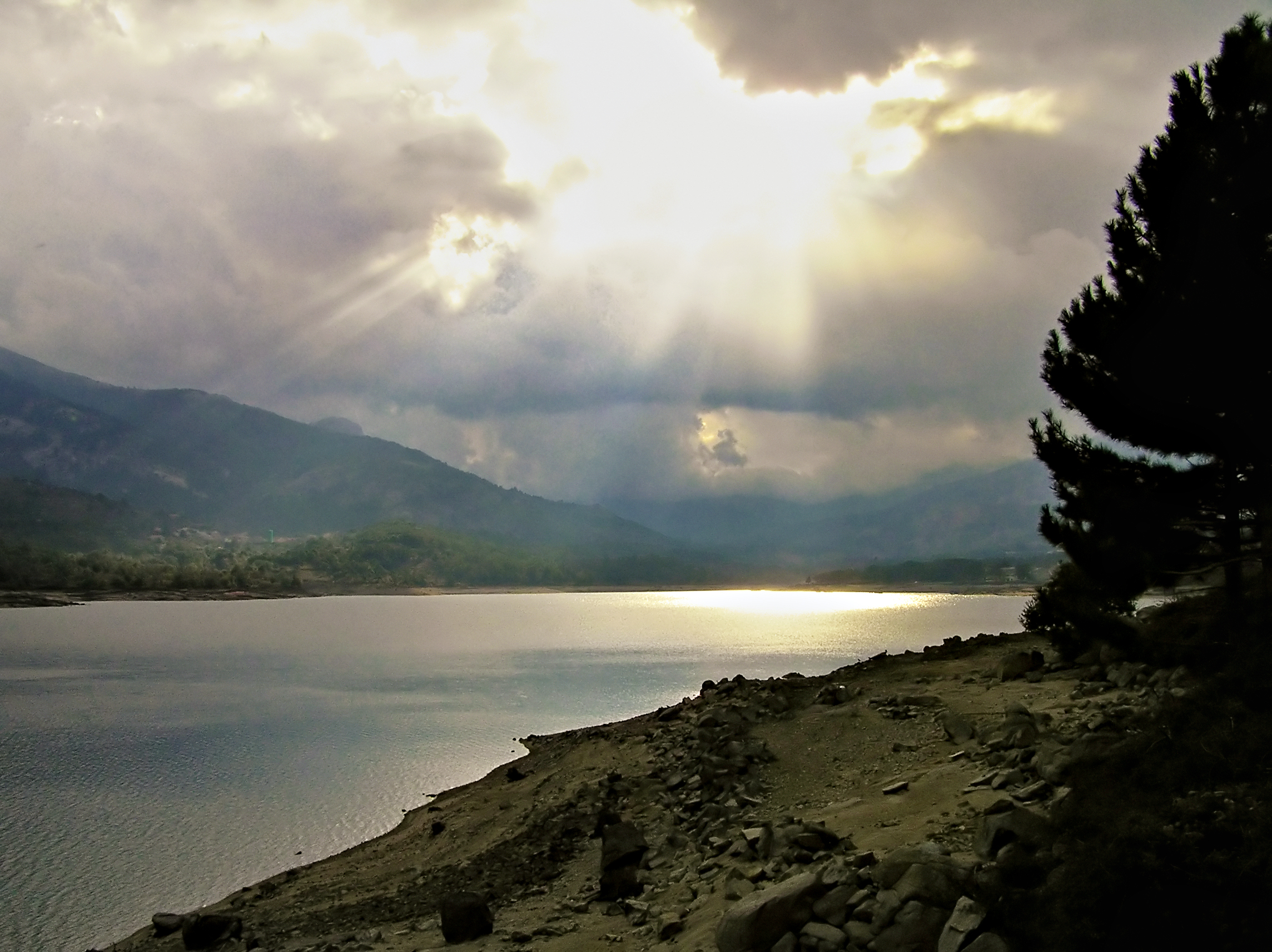
Soir d'orage sur le lac en septembre 2005
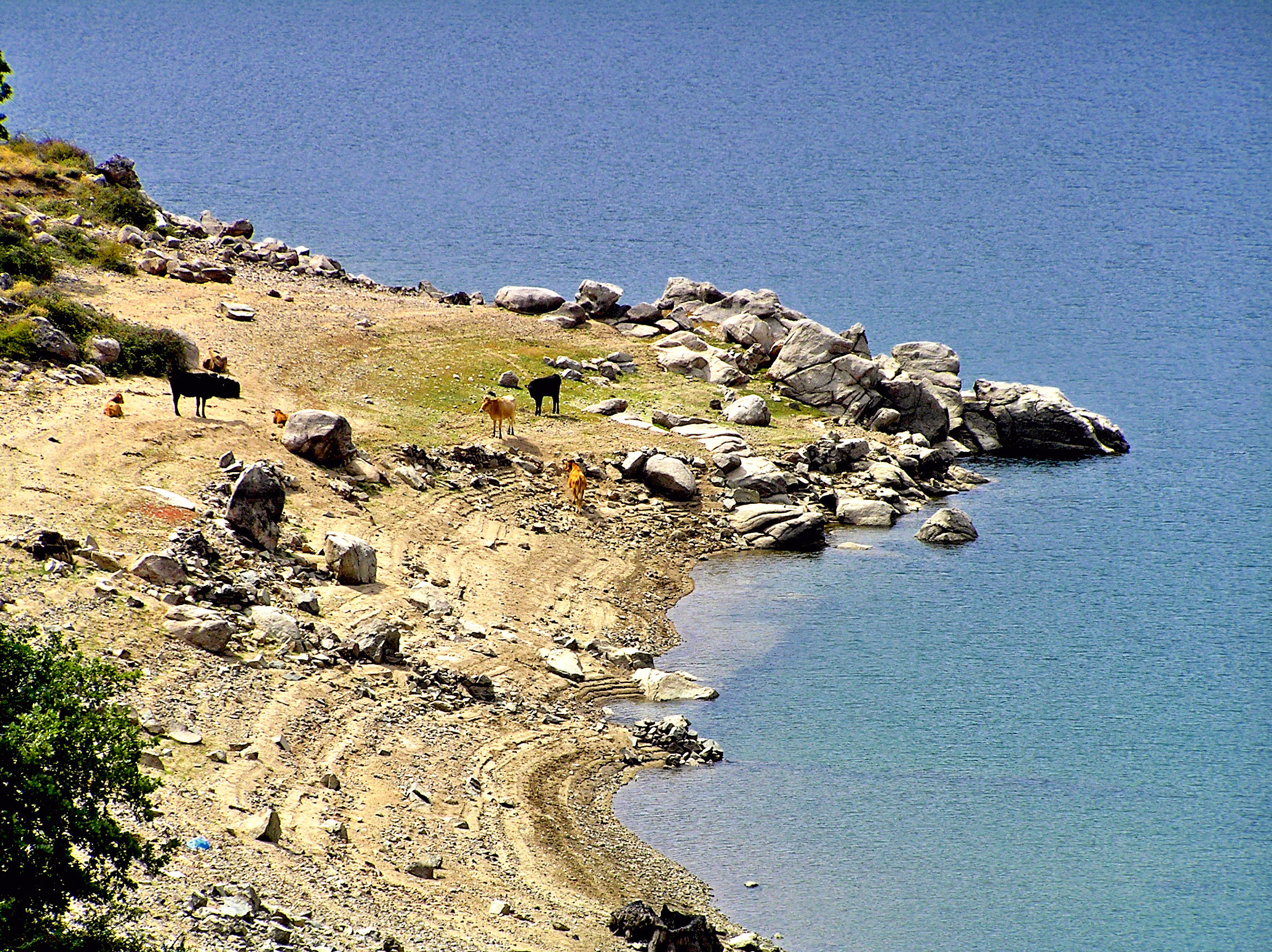
La rive Nord en basses eaux en août 2005
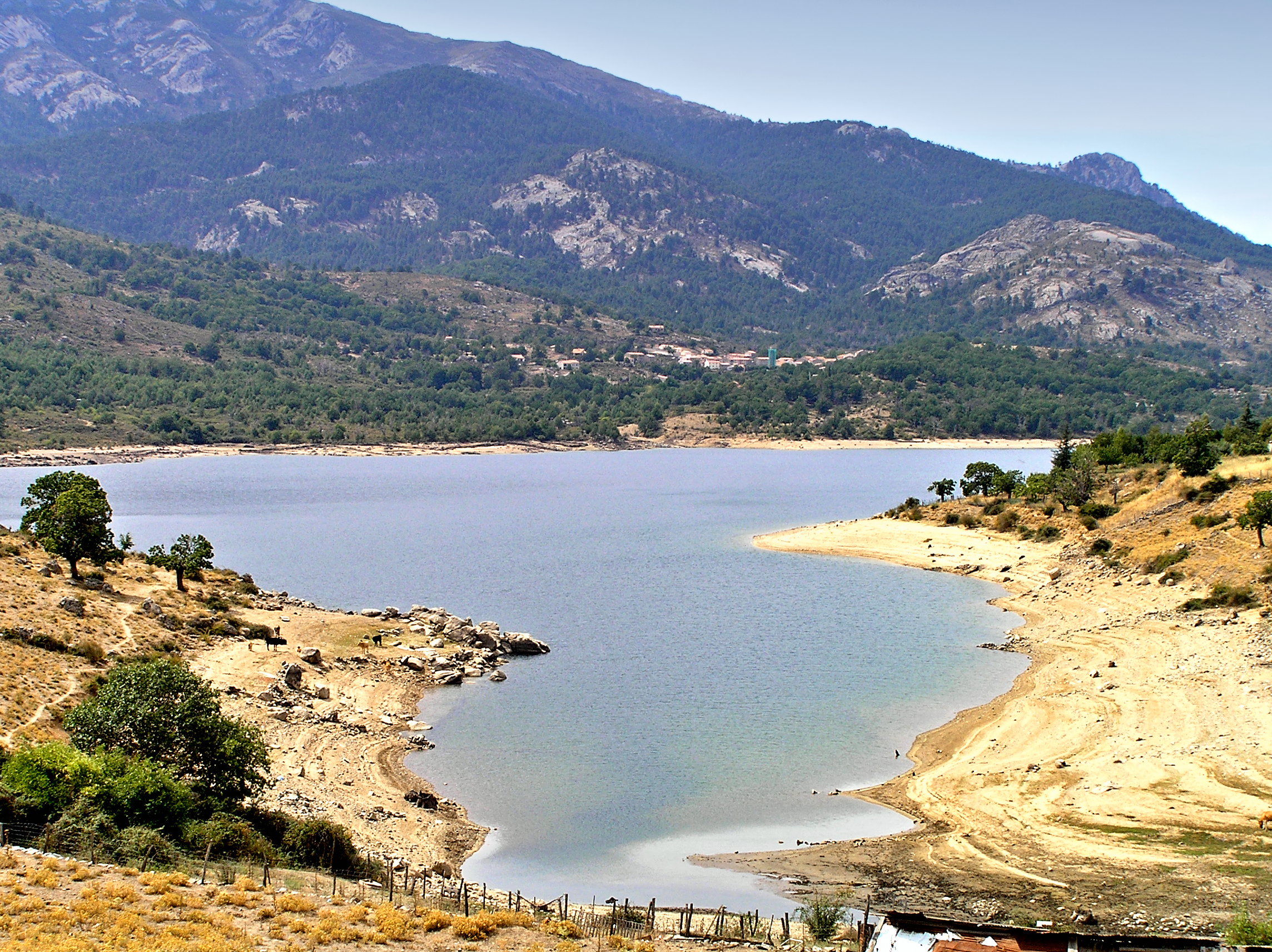
Le lac en août 2005
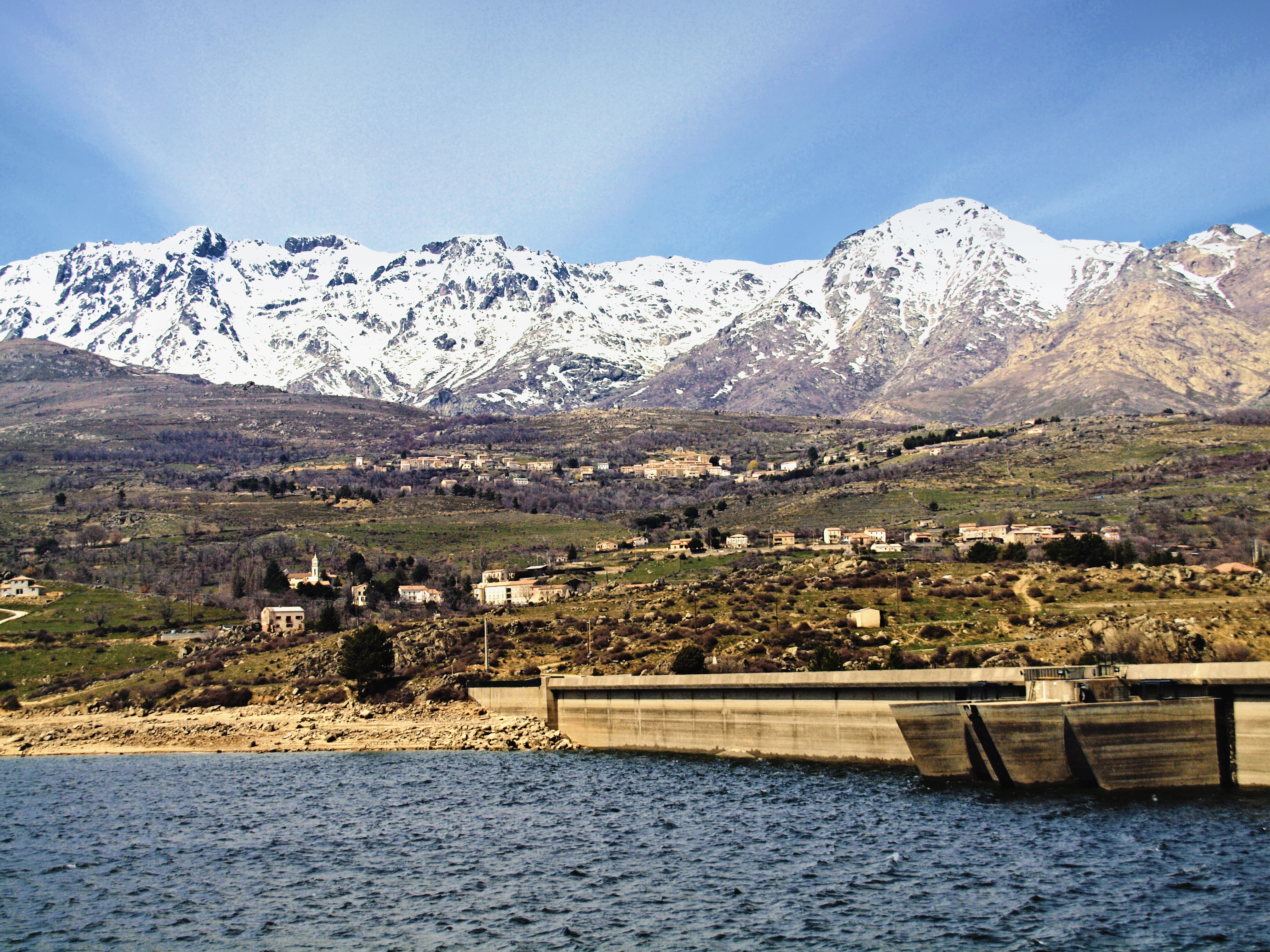
Le barrage en amont aux hautes eaux
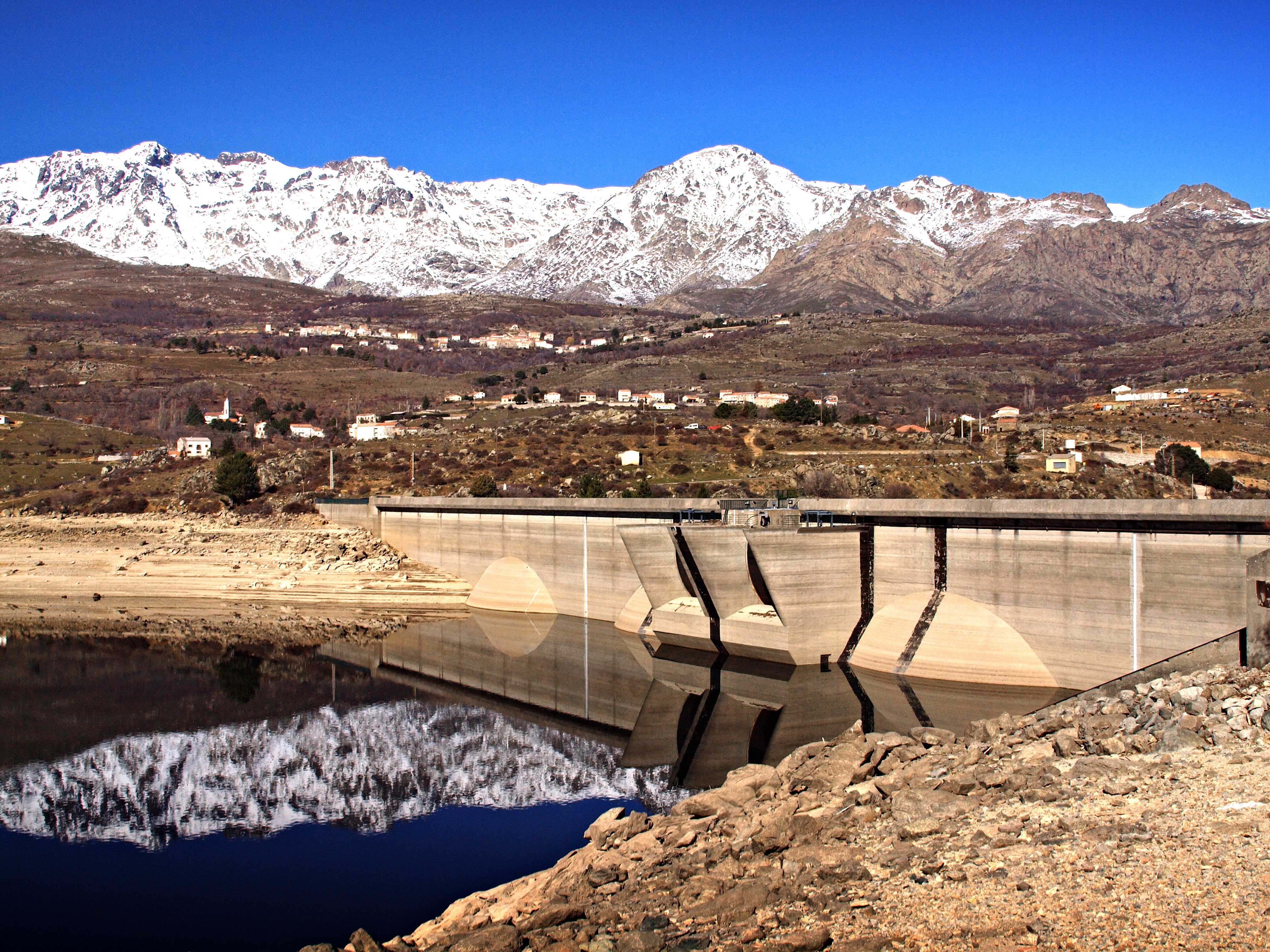
Le barrage aux basses eaux - amont
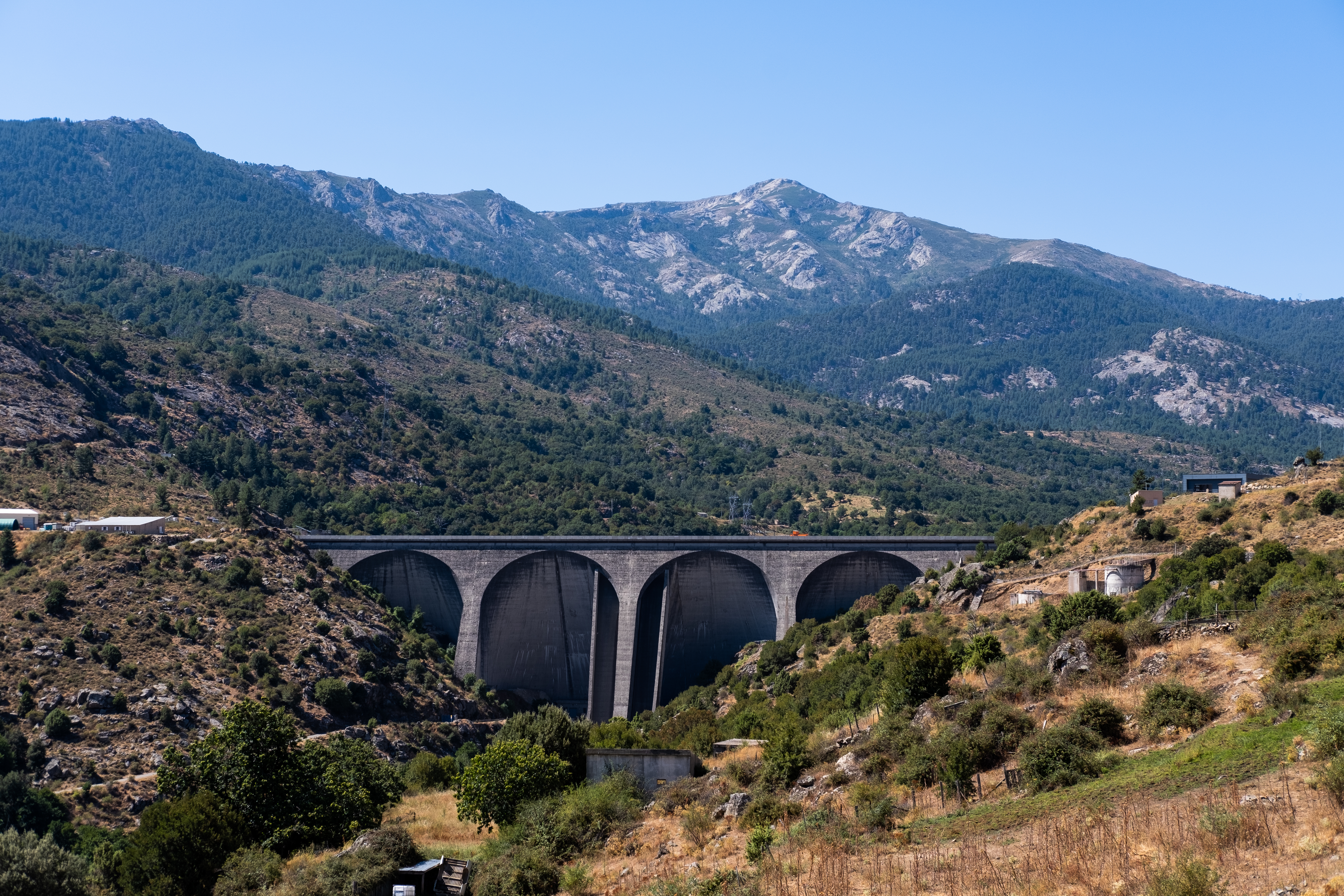
La voute en aval du barrage.